# Vesterfælledvej
Vesterfælledvej er en gade på Vesterbro i København, der går fra Vesterbrogade i forlængelse af Platanvej til Vigerslev Allé. På den østlige side af gaden ligger der etageejendomme med varierende alder og arkitektur, mens der på den vestlige side ligger forskelligt byggeri, heriblandt kvartererne Humleby og Carlsberg Byen. I den sydlige ende krydser gaden Vestbanen og Høje Taastrup-banen på en bro ved Carlsberg Station.

## Historie
Gaden fik sit nuværende navn i 1863 efter græsningsarealet Vestre Fælled, som den førte til, og som lå mellem Vestbanen og Kongens Enghave. Området var oprindelig ejet af Hvidovre Kommune, indtil Københavns Kommune overtog ansvaret og skatteopkrævningen. Fælleden var også kendt under navnet Pesthusfælleden, idet der lå et pesthus (senere "Belvedere"). Derudover havde området en idiotanstalt og en muret galge. Militæret havde overhøjheden, indtil voldene og portene faldt i 1856-1857. På det tidspunkt var der kun hyrder, der passede kongens kvæg, som græssede på Fælleden. Hyrderne boede i faldefærdige hytter. Derudover var der en del vindmøller, kornmøller, hestemøller og de kendte "heste", som var kroer med mulighed for opstaldning af heste, hvis man ikke nåede indenfor byportene til København, inden de blev lukket for natten.
Den første bebyggelse langs gaden var domineret af lokal industri, for eksempel en cikoriefabrik og et par teglværker. I 1875 etablerede Peter Axel Schmith og Poul Marstrand det kombinerede jernstøberi og maskinfabrik Schmith & Marstrand på Vsterfælledvej 6. Navnet blev ændret til Marstrand & Robow, da H. Rubow kom med i 1886.
23. september 1880 etablerede Sophus Napoleon Meyer et garveri på en nabogrund. S.N. Meyer & Co. blev med tiden en af de største grossistforma for huder i Norden med kontorer i Sverige, Finland, flere byer i Rusland samt i New York City. I 1903 fik det opført et nyt kompleks på Vesterfælledvej 7 efter tegninger af Thorvald Sørensen. Bygningerne blev næsten et århundred senere forgæves indstillet til fredning af Det særlige Bygningssyn og nedrevet ved årsskiftet 2000-2001.
Den vestlige side af gaden blev omkring århundredskiftet i stadig større grad domineret af bryggeriet Carlsbergs udvidelser, blandt andet i form af en stor tappehal fra 1903. Samme år opførtes en administrationsbygning på to etager efter tegninger af Vilhelm Klein. Den blev forhøjet med en ekstra etage i 1927.
Området på den anden side mellem Vesterfælledvej, Ny Carlsberg Vej, Vester Fælled Møllevej og Enghavevej udgjordes omkring århundredskiftet af Enghaven med 160 kolonihaven. I 1927 blev de erstattet af Enghaveparken og nye kommunale etageejendomme.
Øst for broen over Vestbanen åbnede en station med navnet Vestrefælledvej 1. december 1911. Den skiftede navn til Enghave Station 1. oktober 1923 og blev til S-togsstation 1. november 1934. Den oprindelige stationsbygning, der var tegnet af Heinrich Wenck, blev revet ned i 1984. Vest for broen lå fra 1937 til 1985 godsstationen Station Hof, der betjente bryggeriet Carlsberg. Efter at bryggeriet indstillede brygningen i området i 2008, er det overgået til byudvikling, og i den forbindelse åbnedes en ny Carlsberg Station på den tidligere Station Hofs område som erstatning for Enghave Station 3. juli 2016.
28. marts 1958 skete der en opsigtsvækkende sporvognsulykke ved broen, der nemt kunne have fået katastrofale følger. Et sporvognstog på linje 10 kom kørende i høj fart ad Vigerslev Allé og kunne muligvis på grund af tekniske problemer ikke nå at bremse før kurven ind på broen. I stedet blev motorvognen afsporet og styrtede ned i banegraven. 25 passagerer blev kvæstet, men ingen blev dræbt. Det kunne imidlertid være gået værre, hvis ikke nogle årvågne jernbanefolk havde fået løbet et ankommende eksprestog i møde og fået det standset ved sporvognen.

## Bygninger og beboere
Langs en væsentlig del af den vestlige side af gaden lå fra 1847 til 2008 bryggeriet Carlsberg, der opførte en række bygninger i området mellem Vesterfælledvej, Vestbanen, Gamle Carlsberg Vej og Rakbeks Allé. Efter at produktionen ophørte er udviklingsselskabet Carlsberg Byen P/S gået i gang med at omdanne området til Carlsberg Byen, der vil komme til at rumme ca. 3.000 boliger foruden erhverv, idrætsfaciliteter og institutioner. I den forbindelse bliver en del bygninger revet ned og erstattet af nybyggeri. En del andre bygninger med opføringsår spændende fra 1860 til 1972 er dog fredede og bliver derfor stående.
Foran den tidligere administrationsbygning står det ottekantede springvand Carlsbergbrønden med otte bronzerelieffer af Max Andersen, der viser scener fra bryggeriet. Springvandet var en gave fra medarbejderne i forbindelse med bryggeriets 100 års jubilæum i 1947. Det flankeres af to flagstænder hvis fundamenter omfatter to skulpturgrupper med tre dansende kvinder. De blev skabt af Carl Johan Bonnesen, efter at han havde deltaget i Carl Jacobsens konkurrence om Danserindebrønden. Konkurrencen blev vundet af Rudolph Tegner, men Jacobsens syntes også om Bonnesens bidrag og hyrede ham efterfølgende til at lave dem til fundamenterne for flagstængerne ved Ny Carlsberg Glyptotek. De blev afsløret i 1913 og flyttet til deres nuværende placering i 1927.
Nord for det tidligere bryggeri ligger kvarteret Humleby, der består af 235 treetages rækkehuse med engelske forbilleder, som blev opført efter tegninger af Frederik Bøttger i 1885-1891. Navnet skyldes nærheden til både Carlsberg og det tidligere Kongens Bryghus. Arbejdernes byggeforening, der stod for opførelsen, byggede dem dog ikke for bryggeriarbejderne men derimod for arbejderne på det nu hedengangne skibsværft B&W.
Blandt de andre arkitekter, der har præget området, kan nævnes Christian Mandrup-Poulsen, der stod for karreen Vesterfælledvej 61-73/Alsgade 24/Ejderstedgade 18-32/Ny Carlsberg Vej 37 i 1917. Hans Wright stod for boligbebyggelsen Vesterfælledvej 87-91/Angelgade 3-17/Slesviggade 16/Sønder Boulevard 122-36 i 1923. Bygningen på hjørnet af Lyrskovgade og Vesterfælledvej blev opført efter tegninger af Poul Holsøe og Curt Bie i 1943-1944. Bryggergården mellem Angelgade og Alsgade blev opført efter tegninger af Poul Kjærgaard i 1974-1975 med en blanding af institutioner, svømmehal, familieboliger og plejehjem.